# Myoxocephalus quadricornis
Myoxocephalus quadricornis је зракоперка из реда Scorpaeniformes и породице пешева (Cottidae). 

## Распрострањење
Врста има станиште у Данској, Естонији, Канади, Летонији, Литванији, Норвешкој, Пољској, Русији, Сједињеним Америчким Државама, Финској и Шведској.

## Станиште
Станишта врсте су поља кукуруза, језера и језерски екосистеми, речни екосистеми и слатководна подручја.

## Угроженост
Ова врста није угрожена, и наведена је као последња брига јер има широко распрострањење.

### Популациони тренд
Популациони тренд је за ову врсту непознат.